# Kavstika (matematika)
Kavstika je v diferencialni geometriji in geometrijski optiki ovojnica žarkov, ki so se odbili ali so bili lomljeni na mnogoterosti. 
Kavstike je prvi uvedel in proučeval nemški matematik, fizik, zdravnik, filozof in zdravnik Ehrenfried Walther von Tschirnhaus (1651  1708).

## Katakavstika
Katakavstika je primer kavstike, ki je nastala z odbojem.

## Diakavstika
Diakavstika je primer kavstike, ki je nastala z lomom svetlobe.